# Cokroaminoto
Haji Umar Said Cokroaminoto (ur. 1882, zm. 1934) – indonezyjski polityk, działacz niepodległościowy.
Był twórcą i pierwszym przywódcą Sarekat Islam (Związku Muzułmańskiego), jednym z liderów indonezyjskiego ruchu nacjonalistycznego. Ze swego domu uczynił miejsce spotkań intelektualistów, działaczy politycznych i religijnych. Jego zięciem był Sukarno.